# Robin R 1000
Le Robin R 1000 est un avion léger de la société Avions Pierre Robin.

## Description
Le Robin Aiglon est un avion léger à ailes basses métallique à train d'atterrissage fixe et motorisé par un moteur à pistons Lycoming de 180 ch.
C'est un dérivé allégé du Robin HR-100 doté d'une aile spécifique (similaire à celle du HR-200) et d'une nouvelle dérive.
Il a effectué son premier vol le 25 mars 1977 et a été certifié, après quelques ajustements à la suite des essais en vol, le 19 septembre 1978.

## Versions
R-1180 Aiglon
Prototype.
R-1180T Aiglon
Première version de série, avec une cabine allongée. 30 construits.
R-1180TD Aiglon
Deuxième version de série, avec une nouvelle planche de bord (amovible pour faciliter la maintenance), un nouvel aménagement cabine (avec notamment des sièges à appui tête et la tirette des gaz remplacée par une vraie manette des gaz) et une porte de coffre à bagages. 36 construits.